# Macronectes
Los petreles gigantes (Macronectes), conocidos en isla de Pascua con el nombre común ruru, son un género de aves de la familia Procellariidae. Cuenta con dos especies, el petrel gigante antártico (Macronectes giganteus) y el petrel gigante subantártico (Macronectes halli). Pertenecen al grupo de los petreles fulmares. Ambas especies viven solamente en el Hemisferio Sur. 
Miden cerca de 86 cm de largo y entre 195 y 200 cm de envergadura. Como miembros de la familia Procellariidae, tienen un tubo en la parte superior del pico, lo que los diferencia de los albatros, de los que por envergadura resultan muy parecidos.
Ambas especies se diferencian por una coloración rojiza que presenta la especie M. halli en la punta de su pico, lo que dificulta su identificación a lo lejos.

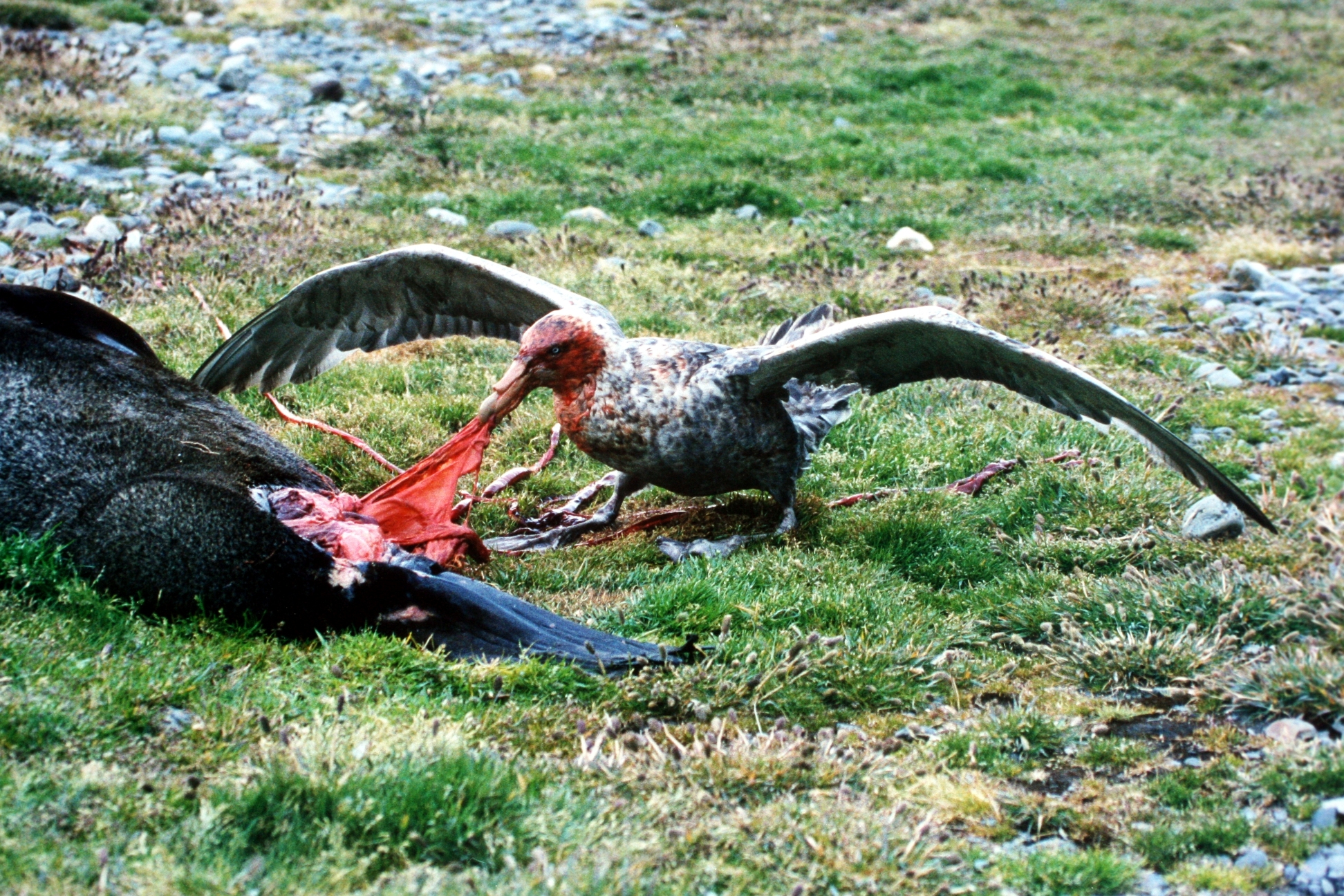
Petrel gigante.